# Sóviet de Limerick

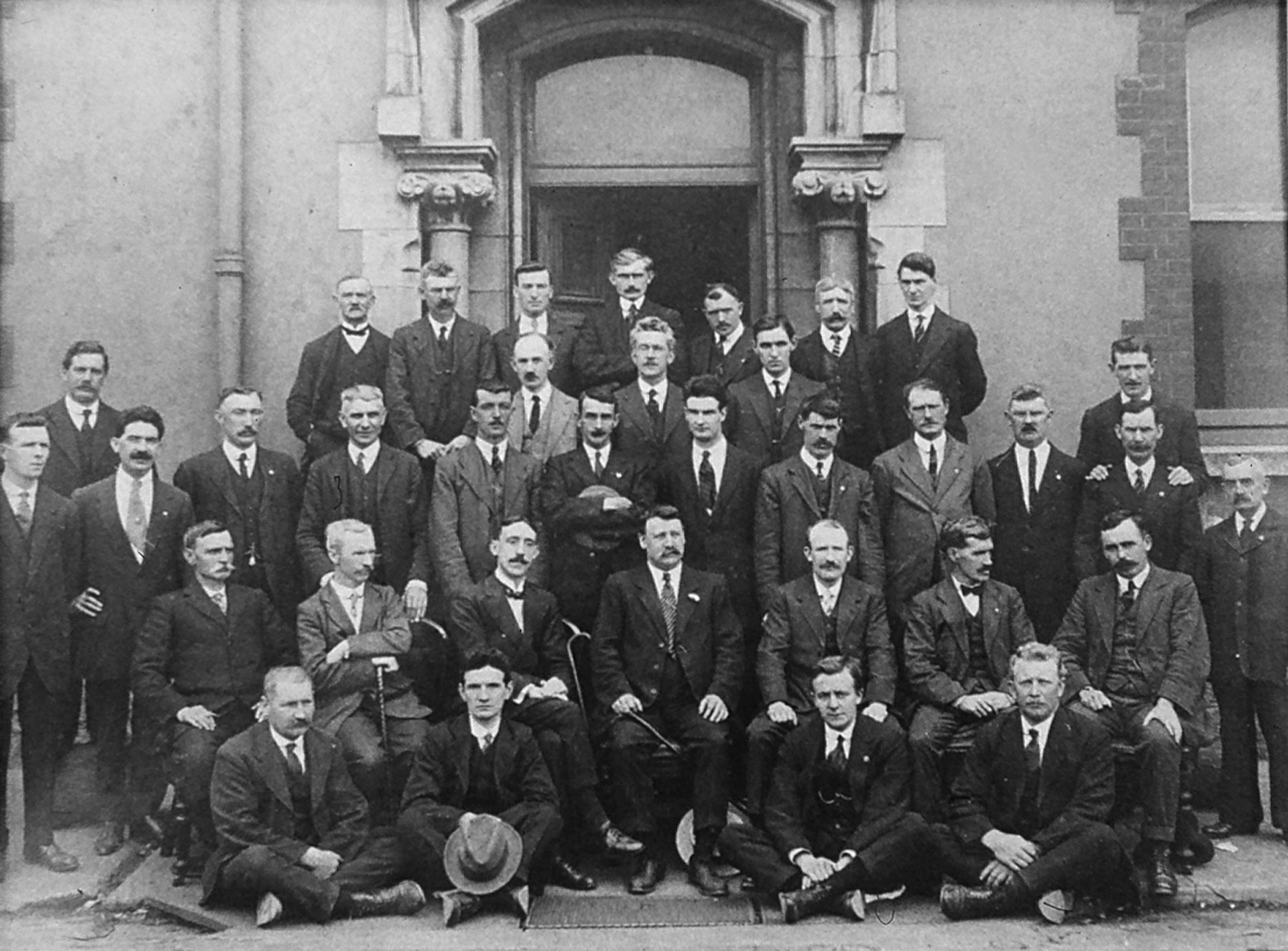
Unión de Trabajadores de Limerick y Consejo de Limerick, 1919, Soviet de Limerick.

El Sóviet de Limerick se dio en el contexto de la Guerra Anglo-irlandesa y en plena ola revolucionaria europea (1917-1923), proclamado el 15 de abril de 1919. Se trataba de una respuesta conjunta de los sindicatos de Limerick y del Partido Laborista (Irlanda) frente a la recién creada "región militar especial" que cubría Limerick y gran parte de su condado. La región militar especial se amparaba en el "Defence of the Realm Act" aprobado en 1914, que daba plenos poderes al gobierno y limitaba las libertades civiles. En Limerick se tradujo en que la policía británica (Royal Irish Constabulary) impuso permisos especiales para entrar y salir de la ciudad.
La respuesta inmediata a esta medida fue una huelga general y un boicot a las tropas británicas. Un comité de huelga se puso en pie, imprimiendo su propia moneda e imponiendo precios fijos a los productos de primera necesidad. Finalmente, tras negociaciones con las autoridades británicas y bajo la presión de la iglesia local, el comité de huelga proclamó el 27 de abril de 1919 el final de la huelga general. Poco después se suspendió la región militar especial.